# Birkebarkbrev nr. 292
Birkebarkbrev nr. 292 er det ældste kendte dokument på et sprog i den finsk-permiske sprogfamilie. Brevet er dateret til starten af det 13. århundrede. Sproget i breves regnes for at være en arkaisk form af en karelsk dialekt.
Brevet blev fundet under en ekspedition i nærheden af Novgorod i 1957 og er et af mange birkebarkbreve fundet i den egn.
| Sprog og litteratur | Spire Denne artikel om litteratur er en spire som bør udbygges. Du er velkommen til at hjælpe Wikipedia ved at udvide den. |